# Querriegelschloss

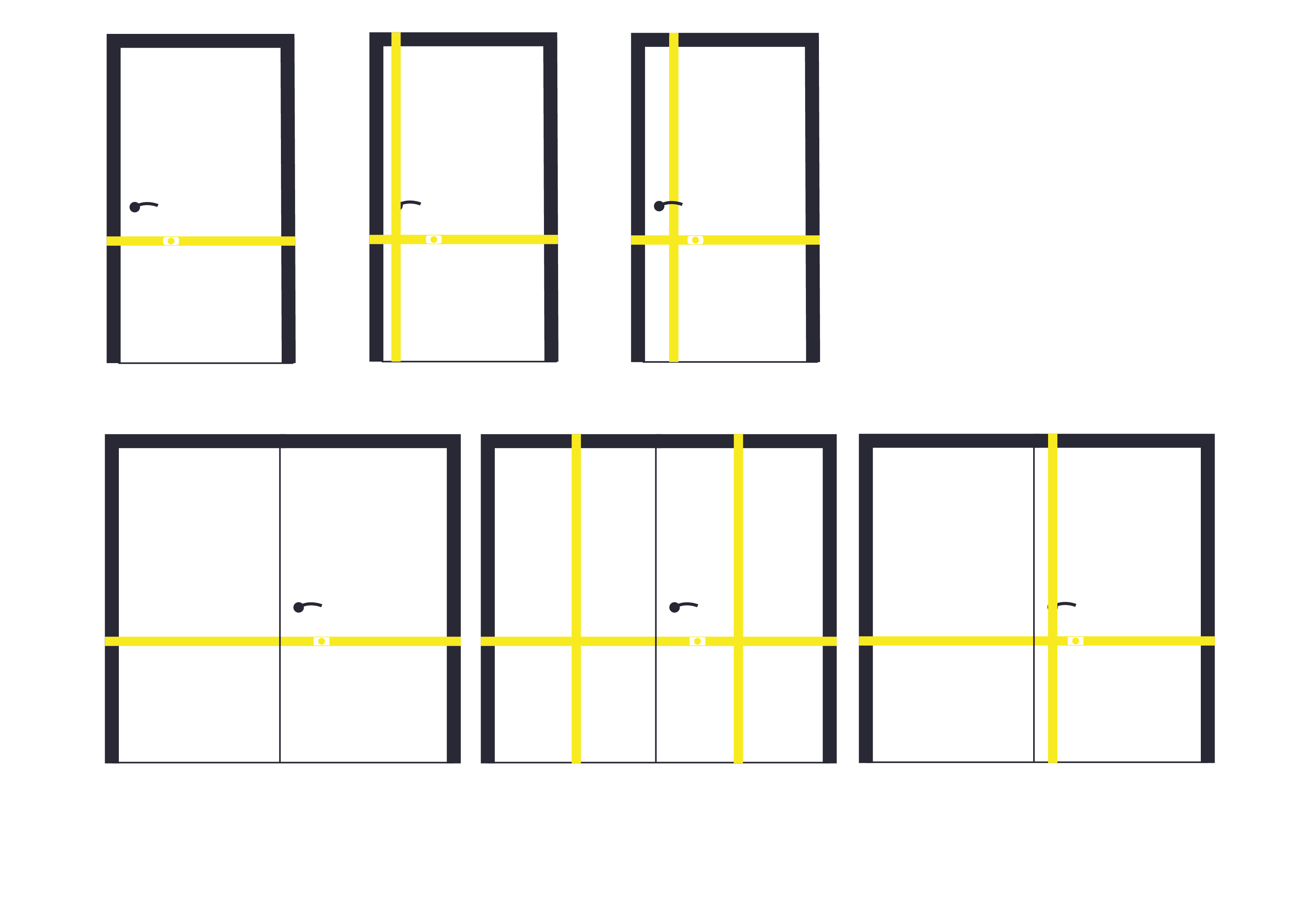
Balkenschloss-Konstruktionen

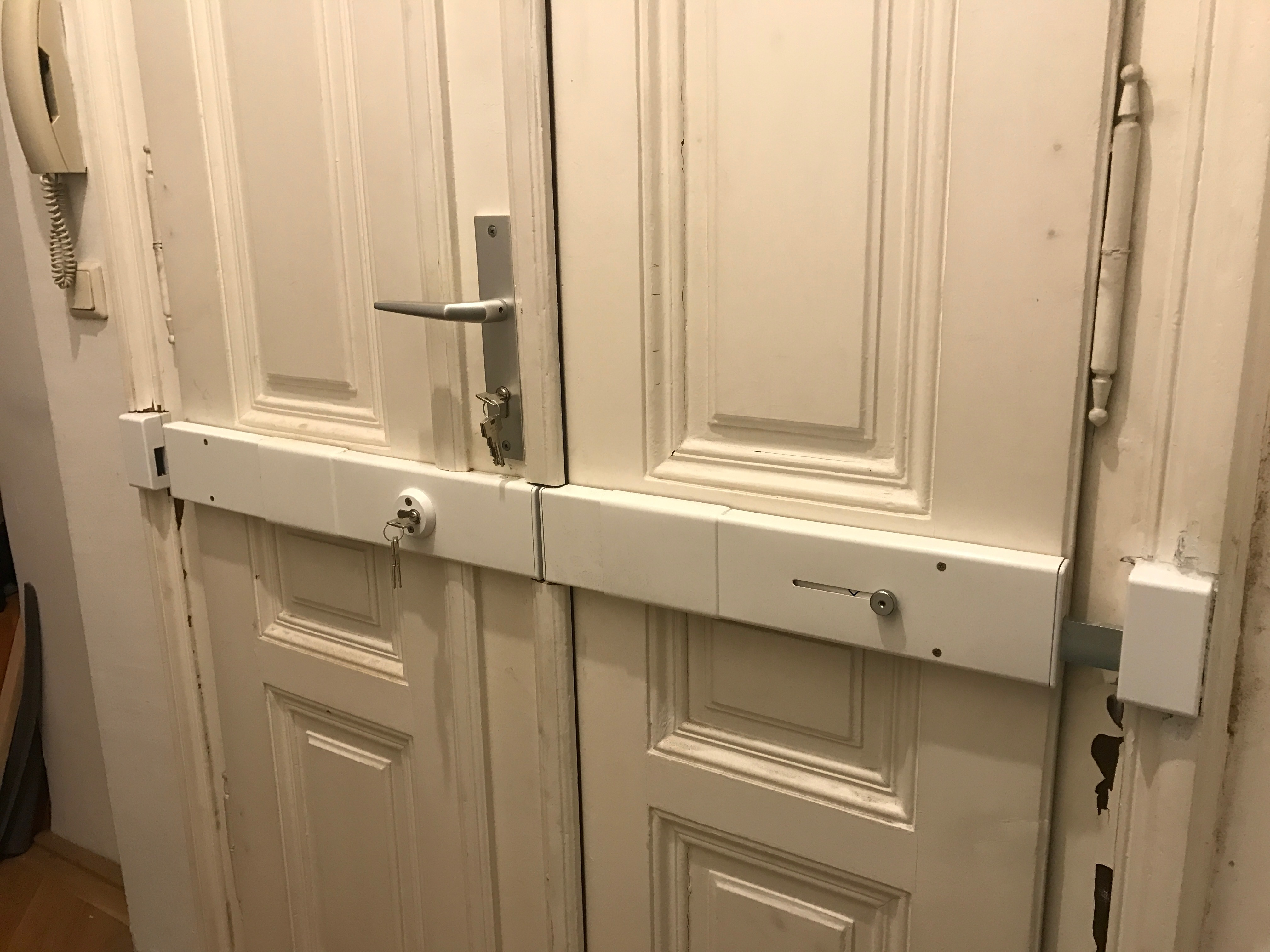
Doppeltes Querriegelschloss, eingebaut

Ein Querriegelschloss, auch bekannt als Panzerriegel oder Balkenschloss, besteht aus einem doppelten Balken bzw. Riegel (in der Regel mit Schließzylinder). Im Schloßkasten verläuft dieser fast über die gesamte innere Querseite einer Tür. Die Stahlriegel rasten entweder direkt im Mauerwerk ein, oder sind über zwei darin befestigte Schließkästen oder Schwerlastdübel links und rechts in der Zarge verankert. Es gibt auch Varianten, in denen das Balkenschloss zusätzlich mit einem senkrechten oder kreuzenden Balken versehen ist. In dieser Kombination kann eine nahezu flächendeckende Panzerung der Tür erreicht werden. Wenn die Schließkästen fest im Mauerwerk verankert sind, ist es unmöglich, die Tür auszuhebeln oder aufzubrechen. Die Tragfähigkeit der Bänder oder Schließkästen ist daher ausschlaggebend für die Sicherheit des Balkenschlosses. Bei fachgerechter Montage kann es einem Druck von bis zu einer Tonne widerstehen.

## Einbruchhemmende Eigenschaften
Darüber hinaus verfügen fast alle Querriegel über eine Panzerrosette aus gehärtetem Stahl (Manganstahl, Chrom-Nickel-Stahl) an der Außenseite. Diese soll den Schließzylinder vor mechanischer Beeinflussung schützen. Auch der Schließzylinder verfügt bei höherwertigen Balkenschlössern über einbruchhemmende Eigenschaften. Dann kommt ein sogenannter Zylinderdom zum Einsatz, welcher nicht nur die Front des Schließzylinders schützt, sondern ihn komplett umgibt und mittels Gewindeschrauben fest mit dem Querriegelschloss verbunden ist. Damit wehrt der Zylinderdom nicht nur das Aufbohren und Auffräsen ab, sondern bietet auch Schutz gegen gängige Einbruchmethoden wie Kernziehen.

## Variationen
Je nach Art der Tür unterscheiden sich auch Balkenschlösser. Hierbei sind vor allem Haupt- und Nebentüren zu unterscheiden. Bei der Eingangstür ist das Balkenschloss so konzipiert, dass man es von außen und innen schließen kann. Das wird durch einen Doppelzylinder ermöglicht. Damit der Schüssel das Schloss von der Tür-Außenseite erreichen kann, muss ein eigens dafür vorgesehenes Loch in der Tür vorhanden sein oder erst gebohrt werden. Das Loch ist unnötig, wenn der Querriegel nur über einen Halbzylinder verfügt. Dann lässt sich der Querriegel nur von innen betätigen. Somit eignet sich die Version mit Halbzylindern eher für Nebentüren.

### Schließoptionen Panzerriegel

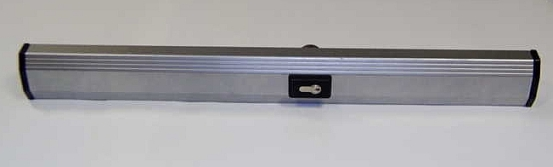
Querriegelschloss

- Panzerriegel per Knopfdruck oder Knauf schließbar (von innen)
- Panzerriegel von außen abschließbar
- Panzerriegel von innen und außen schließbar

### Querriegel mit Sperrbügel
Eine zusätzliche Option bei Balkenschlössern ist der sogenannte Sperrbügel. Dieser ermöglicht es, die Tür von innen einen Spalt breit zu öffnen, um zu sehen, wer sich auf der anderen Seite befindet. Nach dem Prinzip von Stahlketten bieten Stahlbügel dadurch einen Zusatzschutz zu Querriegelschlössern.